# Джовани II (Монферат)
Вижте пояснителната страница за други личности с името Джовани.
Джовани (Йоан) II (на италиански: Giovanni II, * 5 февруари 1321, † 19 март 1372) от владетелската династия Палеолози е маркграф на Монферат от 1338 до 1372 г. Той е също сеньор на Асти (1339 – 1340, 1356 – 1360, 1361 – 1372), сеньор на Новара (1356 – 1358), имперски викарий (1355).
Той е единственият син на маркграф Теодор I († 21 април 1338) и Аргентина Спинола. Баща му е син на византийския император Андроник II Палеолог (1259 – 1332) и на втората му съпруга Йоланда (Ирена) Монфератска (1274 – 1317).
Джовани наследява баща си като маркграф през 1228 година.
Джовани се жени на 4 септември 1358 г. в Монпелие за Изабела ди Майорка (1337 – 1406), титуляр-кралица на Майорка, дъщеря на крал Хайме III (Якоб III, † 1349) от Майорка от Дом Барцелона и на Констанца от Арагон (1318 – 1346), дъщеря на крал Алфонсо IV.
Джовани II умира на 19 или на 20 март 1372 г. близо до Торино и е погребан в Кивасо. След неговата смърт вдовицата му Изабела се омъжва през 1375 г. за барон Конрад фон Райхшах цу Юнгнау.

## Семейство и деца
Джовани II и Елизабета ди Майорка имат пет деца:
- Ото III Палеолог (1358 – 1378), маркграф на Монферат
- Джовани III Палеолог (1361 – 1381), маркграф на Монферат
- Теодоро II Палеолог (1364 – 1418), маркграф на Монферат
- Маргарита Палеолог (ок. 1365 – 1420), омъжва се 1375 г. за граф Петер II от Ургел († 1408)
- Вилхем (Гулиелмо) Палеолог (1365 – 1400)